# Камжак
Камжа́к (фр. и окс. Camjac) — коммуна во Франции, находится в регионе Окситания. Департамент — Аверон. Входит в состав кантона Носель. Округ коммуны — Родез.
Код INSEE коммуны — 12046.
Коммуна расположена приблизительно в 520 км к югу от Парижа, в 100 км северо-восточнее Тулузы, в 25 км к юго-западу от Родеза.

## Население
Население коммуны на 2008 год составляло 536 человек.
| 1962 | 1968 | 1975 | 1982 | 1990 | 1999 | 2008 |
| ---- | ---- | ---- | ---- | ---- | ---- | ---- |
| 634  | 713  | 649  | 601  | 596  | 554  | 536  |

## Экономика
В 2007 году среди 333 человек в трудоспособном возрасте (15—64 лет) 249 были экономически активными, 84 — неактивными (показатель активности — 74,8 %, в 1999 году было 65,9 %). Из 249 активных работали 245 человек (137 мужчин и 108 женщин), безработных было 4 (3 мужчин и 1 женщина). Среди 84 неактивных 27 человек были учениками или студентами, 35 — пенсионерами, 22 были неактивными по другим причинам.

## Достопримечательности
- Замок Боск[фр.] (XV—XVI века). Памятник истории с 1991 года[3]